# Ruta de Illinois 18
La Ruta de Illinois 18, y abreviada IL 18 (en inglés: Illinois Route 18) es una carretera estatal estadounidense ubicada en el estado de Illinois. La carretera inicia en el oeste desde la IL 29     en Henry hacia el este en la IN 17     en Blackstone. La carretera tiene una longitud de 62,8 km (39.01 mi).

## Mantenimiento
Al igual que las autopistas interestatales, y las rutas federales y el resto de carreteras estatales, la Ruta de Illinois 18 es administrada y mantenida por el Departamento de Transporte de Illinois por sus siglas en inglés IDOT.